# XS4ALL

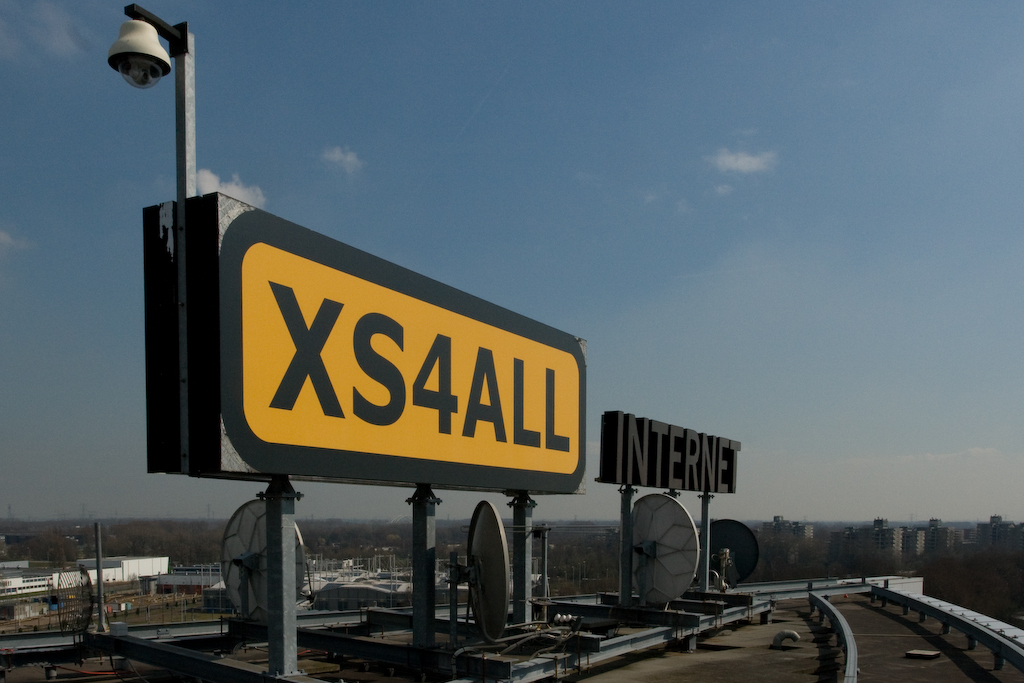
네덜란드 디에멘에 있는 XS4ALL 사무실.

XS4ALL은 NLnet, SURFnet에 이은 네덜란드에서 세 번째로 오래 된 인터넷 서비스 공급자이다. 네덜란드의 ISP 중 1993년 최초로 개인 상대의 영업을 시작하였다. 회사의 이름은 인터넷 속어 Access for all에서 왔다. 2007년 기준 네덜란드에서 가장 큰 ISP이며, 2005년 영업 이익은 1540만 유로이다. 직원 수 327명이며, 265,000명의 개인 가입자를 확보하고 있다.
이 회사는 논쟁거리에 자주 참여한다. 스패머, 사이언톨로지 대 인터넷을 비롯한 여러 법적 소송을 제기한 적이 있다.

## 역사
1993년 펠리페 로드리케즈, 롭 홍흐립, 폴 용스마, 코르 보스만으로 이루어진 해커 그룹 Hack-Tic에서 XS4ALL이라는 실험을 진행하였다. 예상했던 연간 가입자 수는 500명이었지만, 시작한 지 하루 만에 500명이 가입하였다. 실험 이후 전문적으로 인터넷 서비스를 제공하기로 결정하였다. 1998년 KPN이 인수하였으나, XS4ALL의 특징적이며 완강한 기업 문화는 바뀌지 않았다.
XS4ALL은 벨기에에 자회사 XS4ALL Belgium NV가 있었으나, 2001년 7월 20일 독립하였다. 2005년 3월 7일 Evonet Belgium NV로 이름을 바꾸었다.

## 사회 활동
XS4ALL은 정치적인 주제에 대해서 열린 정책을 취하고 있다. 정부의 인터넷 검열 및 통신 기록 보관에 대해서도 반대 입장을 취하고 있다.

### 사이언톨로지
1995년 사이언톨로지 신도들이 자신들이 저작권을 가지고 있는 문서를 무단으로 인용했다는 이유로 카린 스패잉크와 XS4ALL을 고소했으며, 서버에 공격을 시도하였다. 1심 판결은 1999년에 나왔고, 2001년 항소를 제기했으나 2005년 네덜란드 고등 법원에서 기각되었다. 경우에 따라서는 표현의 자유가 저작권보다 더 중요하다는 이유를 들었다.

### 독일
한 XS4ALL 가입자가 독일에서 출판이 금지된 라디칼(독일어: Radikal) 지의 내용(핵 폐기물 열차 수송을 지연시키는 방법)를 XS4ALL에 올렸다는 이유로 독일에서 XS4ALL의 IP가 1개월간 차단당한 적이 있었다. XS4ALL의 IP 대역이 차단당하면서 호스팅하고 있었던 6천여개의 홈 페이지에 접근할 수 없었다. XS4ALL은 가입자의 표현의 자유를 침해하고 싶지 않았기 때문에 법정에서 해결하자고 하였으나, 독일 측에서 요청을 무시하였다.
1997년 4월 11일 독일 DFN에서 XS4ALL의 IP를 차단하였다. 네티즌들은 많은 항의 편지를 보냈고, 전 세계적인 미러 사이트가 구축되었으며, 문제가 되는 Radikal 154호는 de.soc.zensur 뉴스그룹에 올려졌다. 이 일 이후로 차단은 수 일 내로 풀렸다. 이 사건 이후 XS4ALL은 웹 사이트의 IP 주소를 주기적으로 바꾸는 등 검열을 피하는 조치를 시행하였고, 독일 측에서는 XS4ALL의 모든 IP 대역을 검열하기 시작하였다. 역시 비슷한 항의 메시지와 미러 사이트가 구축되면서 검열도 수 주 후에 풀렸다.
2002년 도이치 반은 XS4ALL 서버에 저장된 Radikal의 내용을 지우라는 소송을 네덜란드 측에 제기하였다. 네덜란드 법으로도 금지하고 있는 철도 시설물 파괴에 대한 내용을 담고 있었기 때문이다. 이 소송에서 도이치 반은 승소하였고, 문제가 되는 내용은 결국 삭제되었다.

### B92 라디오 방송국
1996년 유고슬라비아 연방 공화국의 라디오 방송국 B92가 당시 슬로보단 밀로셰비치 정권에 의해 전파 방해를 받았다. 베오그라드에서 문화 사업을 하고 싶었던 네덜란드인 아드리엔 반 헤테렌의 요청으로 XS4ALL의 임대 회선이 설치되었다. 이 회선을 통해 B92 인터넷 방송이 시작되었고, 이 방송은 미국의 소리를 통해 다시 유고슬라비아로 전송되었다.

## 서비스
전화 접속 및 KPN에서 임대한 ADSL 서비스를 제공하고 있다. 2006년 12월부터 자체 ADSL 회선 XS4ALL-only를 제공하기 시작하였다. 기존 임대 ADSL 서비스와는 달리 청구서가 한 장만 배달되며, 기존 가입자들이 XS4ALL-only로 쉽게 전환할 수 있다.
XS4ALL의 기업 문화는 서비스에도 반영된다. 모든 가입자들은 KPN 무선 네트워크에 무료로 접속할 수 있으며, 맥아피 백신이 제공된다. 보안 메일 서비스를 기본적으로 제공하며, 웹 및 위키 호스팅도 가능하다. 비즈니스 가입자를 위한 VoIP, 코로케이션 호스팅도 제공된다. 실험적으로 IPv6, 보안 메시징 등도 제공한다.
XS4ALL은 파이썬, 데비안과 같은 자유 소프트웨어 프로젝트를 지원하고 있다.